# گوردون دان
گوردون دان (انگلیسی: Gordon Dunn; ۱۶ آوریل ۱۹۱۲ – ۲۶ ژوئیهٔ ۱۹۶۴) سیاست‌مدار اهل ایالات متحده آمریکا بود.